# Ereafdeling (zaalhockey dames)
De Ereafdeling is de hoogste afdeling van de Belgische zaalhockeycompetitie bij de dames. 

## Ploegen seizoen 2022-'23[1]
- RRC Bruxelles
- Waterloo Ducks
- Royal Wellington THC
- Royal Antwerp HC
- Royal Orée THB
- ARA Gantoise
- KHC Dragons
- Royal White Star HC

## Erelijst
- 1992-1993 La Rasante
- 1993-1994 Royal Léopold
- 1994-1995 La Rasante
- 1995-1996
- 1996-1997 KHC Dragons
- 1997-1998 Royal Uccle
- 1998-1999
- 1999-2000	KHC Dragons[2]
- 2000-2001 Royal Victory
- 2001-2002 Parc HC
- 2002-2003 Parc HC
- 2003-2004 ARA La Gantoise[3]
- 2004-2005 Parc HC
- 2005-2006 Royal White Star[4]
- 2006-2007 Royal Victory HC
- 2007-2008 Parc HC
- 2008-2009 ARA La Gantoise[3]
- 2009-2010 ARA La Gantoise[3]
- 2010-2011 ARA La Gantoise[3]
- 2011-2012 Royal White Star[4]
- 2012-2013 Royal Antwerp[5]
- 2013-2014 Royal Antwerp[6]
- 2014-2015 Royal Pingouin[7]
- 2015-2016 Royal Pingouin[8]
- 2016-2017 Royal White Star[9]
- 2017-2018 Waterloo Ducks[10]
- 2018-2019 Waterloo Ducks[11]
- 2019-2020 Waterloo Ducks[12]
- 2020-2021
- 2021-2022 RRC Bruxelles[13]
- 2022-2023 RRC Bruxelles[14]
- 2023-2024 Waterloo Ducks[15]

### Titels per team
| Club                  | Aantal | Jaren                    |
| --------------------- | ------ | ------------------------ |
| Waterloo Ducks        | 4x     | 2018, 2019, 2020 en 2024 |
| Parc HC               | 4x     | 2002, 2003, 2005 en 2008 |
| Royal White Star HC   | 3x     | 2006, 2012 en 2017       |
| ARA La Gantoise       | 3x     | 2004, 2009 en 2011       |
| RRC Bruxelles         | 2x     | 2022 en 2023             |
| Royal Pingouin HC     | 2x     | 2015 en 2016             |
| Royal Antwerp HC      | 2x     | 2013 en 2014             |
| Royal Victory HC      | 2x     | 2001 en 2007             |
| La Rasante            | 2x     | 1993 en 1995             |
| Royal Uccle Sport THC | 1x     | 1998                     |
| KHC Dragons           | 1x     | 1997                     |
| Royal Léopold Club    | 1x     | 1994                     |

Vlaamse clubs · Waalse clubs · Brusselse clubs
Gouden Stick · Biografieën Belgische hockeyers
American football · Atletiek (indoor · outdoor · 10 km · 1/2 marathon · marathon · veldlopen · meerkamp) · Autosport (rally) · Badminton · Basketbal (heren · dames) · Baseball · Beachvolleybal · Biljart (driebanden) · Dammen · Futsal · Gymnastiek (acro · trampoline) · Handbal (heren · dames) · Hockey (heren · dames) · IJshockey · Korfbal (zaal · veld) · Krachtbal · Kunstschaatsen · Motorcross (trial · zijspan) · Schaatsen · Schaken · Snooker · Squah · Strandvoetbal · Triatlon (sprint · middenafstand · olympische afstand · mixed relay · ploegen · cross) · Voetbal (heren · dames) · Waterskiën (racing) · Volleybal (heren · dames) · Wielrennen (tijdrijden · weg · piste · gravel · veld · mountainbike · BMX) · Zaalhockey (heren · dames) · Zaalvoetbal